# Łowoziero
Łowoziero (ros. Ловозеро) – czwarte co do wielkości jezioro w obwodzie murmańskim położone w centrum Półwyspu Kolskiego. Od zachodu graniczy z górskim masywem Łowoziorskich tundr. Z jeziora wypływa rzeka Woronja wpadająca do Morza Barentsa.